# Computationele chemie
Computationele chemie is een deelgebied van de scheikunde dat zich richt op het oplossen van scheikundige vraagstukken met behulp van computers. Het gaat daarbij voornamelijk om de structuur en eigenschappen van moleculen en vaste stoffen. Men vertaalt de resultaten van de theoretische chemie naar computerprogramma's om deze eigenschappen te berekenen en interpreteren. Voorbeelden van de berekende eigenschappen zijn: structuur, energie en interactie-energie, lading, dipool- en multipoolmoment, trillingsfrequenties, reactiviteit en spectroscopische eigenschappen en de werkzame doorsnede bij botsingen met andere deeltjes. 
De term computationele chemie wordt ook gebruikt om wetenschapsgebieden aan te duiden waarin een overlap is tussen informatica en scheikunde, hoewel daarvoor de term chemoinformatica sterk in opkomst is. Het berekenen van de verdeling van elektronen in moleculen is een van de belangrijkste activiteiten in de computationele chemie.

## Inleiding
In de theoretische chemie wordt een wiskundige beschrijving gezocht van chemische verschijnselen. In de computationele chemie zijn deze wiskundige modellen zover ontwikkeld dat ze bruikbaar zijn als basis voor een computerprogramma. Belangrijk is dat de begrippen exact en perfect hier niet gebruikt worden. Veel scheikundige eigenschappen zijn moeilijk of niet nauwkeurig te berekenen. Aan de andere kant kan bijna ieder scheikundig verschijnsel kwalitatief of benaderingsgewijs in de computationele chemie beschreven worden
Moleculen bestaan uit kernen en elektronen. Op deze deeltjes zijn de regels van de kwantummechanica van toepassing. In de computationele chemie wordt vaak geprobeerd de niet-relativistische oplossing te vinden van de Schrödingervergelijking, waarna relativistische correcties worden toegepast. Voor het direct oplossen van de relativistische Schrödingervergelijking zijn nog geen computerprogramma's beschikbaar, al worden op dit terrein ook vorderingen geboekt.
Het is in principe mogelijk de Schrödingervergelijking op te lossen. Deze oplossing kan zowel voor de tijdsafhankelijke als de tijdsonafhankelijke vorm gevonden worden, net naargelang het bestudeerde onderwerp. In de praktijk is dit alleen voor heel kleine systemen mogelijk. Om die reden wordt gebruikgemaakt van een groot aantal programma's waarin benaderingen worden gebruikt waarin de beste afweging gezocht wordt tussen nauwkeurigheid en gebruikte computertijd. De huidige generatie computerprogramma's in computationele chemie zijn in staat om zeer nauwkeurige resultaten te leveren voor systemen die tot ongeveer 40 elektronen bevatten. Grotere systemen (moleculen) zijn benaderbaar via technieken als dichtheidsfunctionaaltheorie. Binnen de computationele chemie is discussie gaande in hoeverre dit soort methoden voldoende nauwkeurig en krachtig zijn om de reacties in bijvoorbeeld de biochemie te beschrijven. Grotere moleculen worden beschreven met behulp van zogeheten semi-empirische berekeningen. Hier worden methoden gebruikt die niet geheel ab initio zijn, maar waar bepaalde onderdelen worden vereenvoudigd met behulp van experimentele gegevens. Echt grote moleculen worden met behulp van de klassieke mechanica beschreven in de moleculaire mechanica.
In de theoretische chemie worden door chemici en fysisci algoritmen ontwikkeld om eigenschappen van atomen en moleculen, eventueel van reactiepaden te voorspellen. In de computationele chemie daarentegen past men bestaande programma's en oplossingsmethoden toe op specifieke chemische problemen. Er zijn twee aspecten aan computationele chemie:
- computationele chemie kan worden toegepast om een beginpunt te vinden voor een praktische synthese van een verbinding of helpen bij het begrijpen van experimentele gegevens zoals de plek en de oorzaak van een spectroscopisch signaal.
- computationele chemie kan gebruikt worden om te voorspellen of tot dan toe onbekende verbindingen bestaanbaar zijn of reactiemechanismen te bestuderen die niet makkelijk via praktische chemie bestudeerd kunnen worden.

Op deze manieren kan computationele chemie de praktijk van de chemicus makkelijker maken of uitdagingen bieden voor de synthese van geheel nieuwe verbindingen.
Binnen de computationele chemie zijn een aantal grote gebieden aan te wijzen:
- Het voorspellen van de structuur van moleculen. Hierbij worden de krachten tussen atoomkernen en elektronen én de krachten tussen elektronen onderling in de berekening meegenomen. Ook krachten tussen elektronen die niet bij hetzelfde atoom horen zijn daarbij belangrijk. De positie van de atoomkernen wordt in de berekening gevarieerd. Het minimum in het energie hypervlak geeft de meest stabiele posities van de atoomkernen in het molecuul weer.
- Opslag en zoeken naar gegevens over chemische feiten (zie chemische database).
- Het opsporen van relaties tussen chemische structuur en eigenschappen (zie QSPR en QSAR).
- Ondersteuning via berekeningen voor de efficiënte synthese van verbindingen.
- Ondersteuning via berekeningen bij het ontwerpen van moleculen die op een specifieke manier met andere moleculen een interactie aangaan (bijvoorbeeld het ontwikkelen van geneesmiddelen).

## Moleculaire structuur
Een molecuulformule of brutoformule kan vaak meerdere isomeren weergeven. Elk isomeer vormt een lokaal minimum in het potentiële energieoppervlak als functie van de positie van de atoomkernen. Dit energieoppervlak wordt bepaald door de totale energie van het molecuul. Voor de totale energie wordt gekeken naar de aantrekkende interactie tussen atoomkernen en elektronen, maar ook naar de afstotende werking tussen kernen of elektronen onderling. In de berekeningen worden speciale, zogenaamde stationaire punten onderscheiden:
- Een eerste punt wordt gevonden als de afgeleide van de potentiële energie naar alle verplaatsingen nul is. In feite betekent dit dat het molecuul willekeurig kan vervormen. Dit komt in de praktijk heel weinig voor.
- Een lokaal minimum wordt gevonden als elke kleine verplaatsing van kernen leidt tot een energietoename.
- De globale energie is de energie van het lokale minimum met de laagste energie. Dit komt overeen met de energie van het meest stabiele isomeer.
- Een zadelpunt in het energieoppervlak betekent dat voor één coördinaat de energie in beide richtingen minder wordt, terwijl voor alle andere coördinaten de energie in beide richtingen stijgt (vergelijk een pas in de bergen). De energie correspondeert met de overgangsstructuur en de coördinaat waarvoor de energie in beide richtingen afneemt de reactiecoördinaat.

Het zoeken naar speciale punten op het energie hypervlak wordt "geometrische optimalisatie" genoemd.
Het bepalen van de moleculaire structuur werd pas routinematig mogelijk toen efficiënte manieren beschikbaar kwamen om de eerste afgeleide te bepalen voor de potentiële energie naar de positie van alle atoomkernen. Op deze manier kunnen de verschillende hierboven genoemde punten op het energiehypervlak gevonden worden, en daarmee de structuren die daarmee samenhangen.
Door de tweede afgeleide te bepalen wordt het vervolgens mogelijk voorspellingen te doen over de frequenties van trillingen in het molecuul (als harmonische trillingen gebruikt worden). De frequenties hangen samen met de eigenwaarde van de matrix van de tweede afgeleide, de Hessiaan. Als alle eigenwaardes positief zijn, zijn de ermee samenhangende frequenties echt en de structuur van het stationaire punt komt overeen met een lokaal minimum. Als een van de eigenwaarden negatief is (samenhangt met een imaginaire frequentie), dan komt de structuur overeen met een overgangstoestand. Zijn meerdere eigenwaarden negatief, dan is het stationaire punt van een complexere orde en praktisch niet erg interessant. Levert de berekening een dergelijk punt op dan moet het zoeken voortgezet worden naar een echt lokaal minimum of een overgangsstructuur.
De totale energie wordt bepaald door het oplossen van de tijd-afhankelijke Schrödingervergelijking. Om deze vergelijking te kunnen oplossen zijn vaak benaderingen nodig. De meest voorkomende benadering bestaat uit het verwaarlozen van relativistische effecten. Een andere vaak gebruikte vereenvoudiging bestaat uit de Born-Oppenheimer benadering: elektronen bewegen veel sneller dan atoomkernen zodat elektronen en kernen apart beschreven kunnen worden in een veel eenvoudigere Schrödinger vergelijking. Dit leidt tot een totale energie, bestaande uit de som van de energie van de elektronen plus de afstotende interacties van de atoomkernen. Een belangrijke uitzondering daarop vormen de op directe kwantum chemie gebaseerde methoden die elektronen en kernen op gelijksoortige wijze behandelen. Methoden gebaseerd op dichtheidsfuncties en semi-empirie zijn variaties op deze thema's. Voor heel grote moleculen wordt gebruikgemaakt van moleculaire mechanica. Op de volgende wijzen wordt de totale energie van moleculen, en daarmee hun structuur, bepaald:

### Ab initio-methoden
De computerprogramma's die in computationele chemie gebruikt worden zijn gebaseerd op verschillende kwantumchemische methoden. In alle gevallen wordt een oplossing gezocht voor de moleculaire Hamiltoniaan die aan de basis ligt voor de oplossing van de Schrödingervergelijking. Methoden die op geen enkele wijze gebruikmaken van experimentele (empirische) gegevens of uit experimenten afgeleide (semi-empirische) gegevens maar direct op de theorie gebaseerd zijn worden "ab initio" genoemd. Dit wil overigens niet zeggen dat de oplossing dan eenduidig of absoluut is. In al deze berekeningen zitten, om ze berekenbaar te houden, benaderingen. Het wil echter wel zeggen dat een bepaalde benadering nauwkeurig aangegeven wordt, waarna de vergelijking zo exact mogelijk wordt opgelost. Als iteratie nodig is, wordt deze voortgezet totdat geen veranderingen meer optreden in de uitkomst. In de praktijk betekent dit dat de uitkomst van de iteratie voor een deel bepaald wordt door de grootte van de opslagcapaciteit voor getallen van de gebruikte computer.

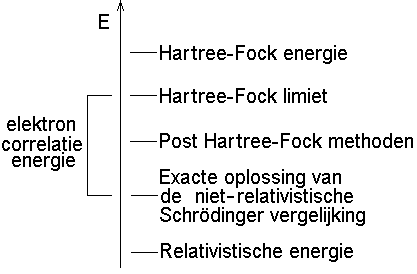
Vergelijking tussen de verschillende ab initio-elektronenstructuurmethoden in termen van energie.

De eenvoudigste "ab initio" berekeningen voor elektronenconfiguraties van moleculen wordt gevormd door Hartree-Fock. In deze methode wordt de afstoting tussen elektronen niet expliciet in de berekening verdisconteerd. Het gemiddelde effect van dit effect wordt wel meegenomen. Als de basis set uitgebreid wordt tenderen de gevonden golffuncties naar een limiet, de Hartree-Fock-limiet. Veel berekeningswijzen, bekend onder de verzamelnaam post-Hartree-Fock, beginnen met de Hartree-Fock benadering en corrigeren vervolgens voor de afstotende effecten van elektronen op elkaar. Deze manier van berekenen wordt elektronen correlatie genoemd. Als deze methoden ver genoeg worden voortgezet benaderen ze de exacte oplossing van de niet relativistische Schrödinger vergelijking. Om een echte goede overeenstemming met experimenten te krijgen dienen relativistische en baan spineffecten in de berekeningen betrokken te worden. Deze twee effecten zijn echter alleen voor zeer zware atomen. In al deze methoden is, naast de berekeningswijze, ook de keuze van de basis set belangrijk. De basis set is de verzameling functies (meestal opgebouwd rond de verschillende atomen van het molecule) waarmee via lineaire combinatie van atoomorbitalen of LCAO de moleculaire orbitalen berekend worden.
Berekeningen die gebaseerd zijn op "ab initio" moeten naast de gebruikte rekenmethode ook de basis set definiëren.
De Hartree-Fock golffunctie heeft betrekking op één configuratie (= één isomeer). In bepaalde gevallen is dat minder handig, vooral wanneer gekeken wordt naar het vormen of verbreken van bindingen. In die gevallen wordt gebruikgemaakt van methoden waarin de coëfficiënten van zowel de basis functies als van de configuraties tegelijkertijd geoptimaliseerd worden.
De totale energie van het molecuul wordt bepaald op grond van de moleculaire geometrie, ofwel het potentiële energie hypervlak.

### Voorbeeldprobleemstelling

Structuurformule van ethyn.

Ethyn (C2H2) is in zijn grondtoestand een lineaire molecule: alle atomen liggen op één denkbeeldige rij. Vanuit de computationele chemie rees de vraag of de structuur van disiliciumdihydride (Si2H2) te vergelijken is met die van ethyn.
Een reeks ab initio-studies geven duidelijk de reikwijdte aan van deze manier van benaderen. Over een periode van 20 jaar is aan dit probleem gewerkt. Rond 1995 zijn de belangrijkste conclusies bekend geworden. De gebruikte methoden waren voornamelijk post-Hartree-Fock, met name Configuratie interactie en gekoppelde cluster.
De vraag rees, of disiliciumdihydride dezelfde structuur vertoont als ethyn, C2H2. Langzaam (dit probleem wordt aangepakt voordat geometrische optimalisatie gemeengoed was) werd duidelijk dat de lineaire structuur een overgangstoestand beschreef tussen twee gebogen, trans georiënteerde, structuren. Bovendien was de energie van deze toestand vrij hoog. Voorspeld werd dat de grondtoestand zou bestaan uit een vierring, waarbij de beide siliciumatomen iets onder, en beide waterstofatomen iets boven het vlak van de ring lagen, een vlinderstructuur.
Vervolgens werd gekeken of een isomeer kon bestaan: het siliciumanalogon van vinylideen C=CH2: Si=SiH2. Van deze structuur werd berekend dat het een lokaal minimum vertegenwoordigt, in energie tussen de vlinder-structuur en de gebogen trans structuren.
Totaal onverwacht voorspelde Brenda Golegrove uit de groep van Henry F. Schaefer, III een volledig nieuw isomeer.
Deze voorspelling was zo onverwacht dat, voordat ze geaccepteerd werd, meerdere groepen de berekeningen gecontroleerd hebben. Het nieuwe isomeer heeft een vlakke structuur. Een waterstofatoom vormt een brug tussen beide siliciumatomen, het tweede is eindstandig. De energie van dit isomeer ligt boven de grondtoestand, maar onder de andere gevonden lokale minima.
. Vergelijkbare resultaten zijn gevonden voor Ge2H2
en SiGeH2
. Deze voorbeelden hebben allemaal betrekking op elementen uit de koolstofgroep. Interessanter werd het toen ook voor Al2H2 soortgelijke resultaten gevonden werden. (en later Ga2H2 en AlGaH2).
In deze moleculen zijn twee valentie-elektronen minder aanwezig dan in die van de koolstofgroep. Het enige verschil is dat de grondtoerstand vlak is in plaats van gebogen. De cis-monogebrugde en het vinylideeën-isomeer worden in de berekeningen gevonden.
Het experimentele werk aan deze moleculen is niet eenvoudig. Een van de voorwaarden is dat met losse waterstofatomen gewerkt wordt. Men laat deze losse waterstofatomen reageren met een silicium of aluminium-oppervlak. Met behulp van matrix isolatie spectroscopie zijn de ringstructuren van de grondtoestand en het cis-enkel gebrugde isomeer aangetoond van Si2H2 en Al2H2. De theoretisch voorspelde vibratiefrequenties speelden een cruciale rol bij het interpreteren van de experimentele gegevens. Er worden meerdere componenten gevormd en de spectra hebben dus betrekking op een mengsel van componenten.
Dit soort chemie kan vrij exotisch lijken, maar de discussies naar aanleiding van de verschillen in de chemie van koolstof en silicium zijn vaak heftig, evenals die met betrekking tot de verschillen tussen de koolstof- en de boor-kolom uit het periodiek systeem.

### Dichtheidsfunctiemethodes

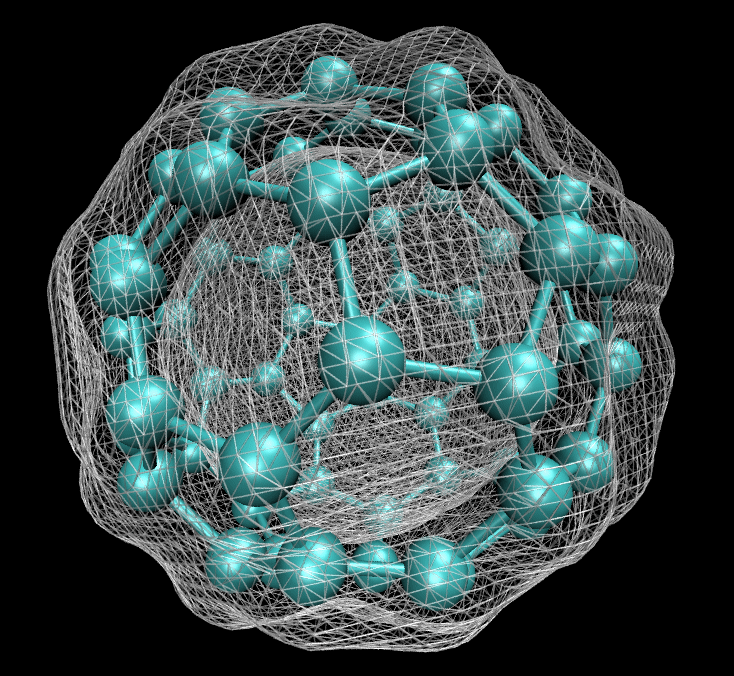
Buckminsterfullereen berekend met DFT

Dichtheidsfunctionaaltheorie (DFT) worden vaak als ab initio beschouwd maar is dit vaak niet. Voor het berekenen van de moleculaire structuur worden door de meest gangbare methodes parameters gebruikt die direct of indirect afgeleid zijn van empirische gegevens. Deze methoden kunnen het best als een groep op zich beschouwd worden.
In DFT wordt de totale energie uitgedrukt in elektronendichtheid in plaats van in golffuncties. Er wordt gebruikgemaakt van een benaderde Hamiltoniaan en een benaderde uitdrukking voor de totale energie. In relatie met de berekeningssnelheid zijn DFT-methodes erg accuraat. Een nadeel wordt gevormd door het feit dat er geen systematische manier bestaat om de methode te verbeteren.

### Semi-empirische en empirische methodes
Semi-empirische methoden in de kwantummechanica zijn gebaseerd op de ideeën van Hartree-Fock, waarbij een groot aantal aannames gemaakt worden en ook empirische gegevens gebruikt worden. Vooral voor het onderzoek in grote moleculen is deze vorm van computationele chemie belangrijk omdat een volledige uitwerking van de Hartree-Fock-methode, zonder de aannames, te veel rekentijd zou kosten.
Voor de π-elektronensystemen is de benadering van Hückel, ontwikkeld door Erich Hückel, een belangrijke semi-empirische berekeningswijze. Zij is voornamelijk gestoeld op de toepassing van de groepentheorie. Berekeningen voor alle valentie-elektronen worden uitgevoerd met behulp van de uitgebreide Hückel-methode, oorspronkelijk ontwikkeld door Roald Hoffmann.

### Moleculaire mechanica
In veel gevallen kan bij grote moleculen de kwantum mechanica in de berekeningen geheel overgeslagen worden. Bij het uitwerken van voorbeelden in de moleculaire mechanica wordt gebruikgemaakt van een eenvoudige, klassieke uitdrukking voor de energie van het systeem, zoals de harmonische oscillator. Alle constanten in de berekeningen moeten al bekend zijn of via ab initio-berekeningen bepaald kunnen worden.
De database van verbindingen waaraan de constanten (de resulterende set gegevens en functies worden krachtveld genoemd) ontleend worden is cruciaal voor het succes van moleculair mechanische berekeningen. Een krachtveld dat gebaseerd is op eiwitten zal alleen voorspellende waarde hebben voor andere eiwitten.

## Interpretatie van moleculaire golffuncties
Computationele chemie en de erin beschreven golffuncties staan ver af van de manier waarop men meestal kennismaakt met het begrip chemische binding. Door Richard Bader is het "atomen in het molecule model" ontwikkeld om het kwantummechanische beeld van een molecule (een golffunctie voor een elektron) te koppelen aan de oudere chemische modellen zoals de Lewis paar regel en de covalente binding. Bader heeft aangetoond dat deze empirisch zeer nuttige modellen een goede weerspiegeling vinden in de topologie van de ladingsdichtheid zoals de kwantummechanica deze in de computationele chemie berekend. Deze koppeling wordt nog beter als gebruikgemaakt wordt van de Mullikenlading.

## Computationele methoden in vastestoffysica
Computationele chemische methodes kunnen toegepast worden in de vastestoffysica. De elektronenstructuur in kristallen wordt meestal beschreven in termen van een zogenaamde bandenstructuur. Met deze banden wordt de energie van orbitalen voor elektronen in de Brillouinzone beschreven. Omdat ab initio- en (semi-)empirische berekeningen de energie voor orbitalen leveren, kunnen deze berekeningen ook toegepast worden op de bandenstructuur in kristallen. Voor vaste stoffen geldt, sterker nog dan voor grote moleculen, dat het erg tijdrovend is een complete lijst met punten in de Brilouinzone te bepalen.